# Sebastián Eguren
Pour les articles homonymes, voir Eguren.
Sebastián Eguren est un ancien footballeur international uruguayen, né le 8 janvier 1981 et qui évoluait au poste de milieu défensif. 

## Biographie
Eguren commence sa carrière dans son pays natal en Uruguay pour Montevideo Wanderers, mais il tente très tôt une expérience à l'étranger et part pour le Mexique à CF Puebla. Mais l'expérience est très courte et il revient chez les Wanderers. Il commence sa carrière professionnelle lors de la saison 2001-02 où il signe une belle saison avec 6 buts pour 36 matchs.
L'année suivante il signe chez le rival de Montevideo : le Danubio Fútbol Club où il réalise également une saison complète avant de repartir pour un autre club uruguayen le Nacional et finalement retourner au club de ses débuts : Montevideo Wanderers.
Le 12 février 2004, avec son club de Nacional il rencontre le club équatorien de Club Deportivo El Nacional lors d'un match de Copa Libertadores il est contrôlé positif à la cocaïne et est suspendu pour six mois pour toutes compétitions de football. Il a consommé un thé à la Coca, qui est très répandu dans les Cordillère des Andes pour atténuer les effets de l'altitude car ce match se jouait à plus de 2 800 mètres du niveau de la mer à Quito. C'est l'une des plus courtes suspensions pour ce genre délit.
Au mois d'août 2005 il tente une carrière européenne et signe en Norvège à Rosenborg BK mais il peine à s'y imposer en jouant 23 matchs de championnat norvégien et un match de Ligue des champions contre Lyon en entrant en jeu à la 84e minute à la place de Øyvind Storflor (1-2).
En janvier 2006, il se fait prêté au club suédois d'Hammarby IF où il devient peu à peu une icône populaire grâce à son fighting spirit et ses buts décisifs lors des derby de Stockholm. Cependant, il fait son 1er match sous ses nouvelles couleurs suédoises le 25 juillet 2006 contre IF Elfsborg en rentrant à la 54e minute à la place de Pablo Piñones-Arce (0-3). Ses premières apparitions sont convaincantes et le club suédois le fait signer un contrat de trois ans.
Le 30 janvier 2008, Eguren est prêté à Villarreal CF où il rejoint la grosse colonie sud-américaine du sous-marin jaune pour la fin de saison 2007-08 où il aide le club à finir à la deuxième place. Il s'acclimate immédiatement dans l'entre jeu de Villarreal, avec Marcos Senna il forme une paire de milieux défensif très intéressante. Forcément, le club espagnol transfert définitivement Sebastián pour un montant de 1,3 M€ en lui proposant un contrat de trois ans.
Le 15 avril 2009, lors du match retour du quart de finale de Ligue des champions il est expulsé à la 67e minute lors de la démonstration d'Arsenal.
Le 29 janvier 2010, il est annoncé qu'il est prêté pour six mois dans le club italien de la SS Lazio. Mais finalement le transfert n'aboutit pas. Il est prêté février 2010 en Suède chez le leader du championnat : AIK Solna. De retour en Espagne, il signe dans le club du Real Sporting de Gijón en juillet 2010.

## Carrière internationale
Il fait sa première sélection avec l'équipe d'Uruguay le 13 juillet 2001 lors de la Copa América 2001 contre la Bolivie en entrant en jeu à la 63e minute à la place de Rodrigo Lemos (1-0).
Il marque son premier but avec la Céleste le 28 mai 2008 lors d'un match amical contre la Norvège à Oslo (2-2).
Il est sélectionné par Óscar Tabárez pour participer à la Coupe du Monde 2010 en Afrique du Sud, mais il ne joue que quelques minutes lors du tournoi après avoir remplacé Diego Pérez face à la France. 
Sans pour autant être titulaire, Sebastián Eguren obtiendra plus de temps de jeu lors de la Copa América 2011, notamment lors de la finale face au Paraguay, qu'il remporte avec la Celeste. 
Grâce à leur victoire en Copa América, Eguren et l'Uruguay peuvent disputer la Coupe des Confédérations 2013, où Eguren ne joue qu'un seul match, à savoir l'imposante victoire 8-0 face à Tahiti. L'Uruguay est finalement éliminée en demi-finales par le Brésil, pays hôte et futur vainqueur du tournoi.
En 2014, Óscar Tabárez nomme Eguren dans une liste préliminaire de 25 joueurs pour la Coupe du Monde 2014, mais ne le retient pas dans la liste finale de 23 joueurs.

## Buts internationaux
|    | Date             | Lieu                                              | Adversaire | Resultat | Competition                       |
| -- | ---------------- | ------------------------------------------------- | ---------- | -------- | --------------------------------- |
| 1. | 28 mai 2008      | Ullevaal, Oslo, Norvège                           | Norvège    | 2-2      | Match amical                      |
| 2. | 20 août 2008     | Sapporo Dome, Sapporo, Japon                      | Japon      | 3-1      | Match amical                      |
| 3. | 6 septembre 2008 | Stade Nemesio Camacho El Campín, Bogota, Colombie | Colombie   | 1-0      | Qualification Coupe du monde 2010 |
| 4. | 11 février 2009  | Stade du 11 juin, Tripoli, Libye                  | Libye      | 3-2      | Match amical                      |
| 5. | 9 septembre 2009 | Stade Centenario, Montevideo, Uruguay             | Colombie   | 3-1      | Qualification Coupe du monde 2010 |
| 6. | 8 octobre 2010   | Bung Karno Stadium, Jakarta, Indonésie            | Indonésie  | 7-1      | Match amical                      |
| 7. | 10 juin 2012     | Stade Centenario, Montevideo, Uruguay             | Pérou      | 4-2      | Qualification Coupe du monde 2014 |

## Palmarès

### En club
- Vice-champion d'Uruguay en 2002 avec le Danubio FC
- Vice-champion d'Uruguay en 2003 avec le Club Nacional
- Vice-champion d'Uruguay en 2004 avec le Club Nacional
- Vainqueur de la Coupe Intertoto en 2007 avec Hammarby IF
- Vice-champion d'Espagne en 2008 avec Villareal CF
- Vainqueur de la Supercoupe de Suède en 2010 avec AIK Solna

### En sélection
- Vainqueur de la Copa America 2011 avec l'Uruguay

## Carrière
| Saison      | Club                   | Pays             | Championnat        | Coupes nationales | Coupes d’Europe       | Sélection Uruguay |
| ----------- | ---------------------- | ---------------- | ------------------ | ----------------- | --------------------- | ----------------- |
| 2001        | Montevideo Wanderers   | Primera division | 36 matchs / 6 buts | -                 | -                     | 3 matchs          |
| 2002        | Danubio FC             | Primera division | 27 matchs / 6 buts | -                 | -                     | 5 matchs          |
| 2003        | Nacional               | Primera division | 26 matchs / 4 buts | -                 | -                     | 1 match           |
| 2004        | Nacional               | Primera division | 13 matchs / 1 but  | 2 matchs          | 4 matchs / 1 but (CL) | -                 |
| 2005        | Montevideo Wanderers   | Primera division | 14 matchs / 3 buts | -                 | -                     | -                 |
| 2005        | Rosenborg BK           | Tippeligaen      | 23 matchs          | -                 | 1 match (C1)          | -                 |
| 2006        | Hammarby IF            | Allsvenskan      | 14 matchs / 5 buts | -                 | -                     | -                 |
| 2007        | Hammarby IF            | Allsvenskan      | 22 matchs / 8 buts | -                 | 1 match (C3)          | -                 |
| 2007 - 2008 | Villarreal CF          | Liga             | 15 matchs          | -                 | -                     | 3 matchs / 1 but  |
| 2008 - 2009 | Villarreal CF          | Liga             | 32 matchs / 1 but  | 1 match           | 7 matchs (C1)         | 8 matchs / 3 buts |
| 2009 - 2010 | Villarreal CF          | Liga             | 14 matchs          | 1 match           | 6 matchs / 1 but (C3) | 6 matchs / 1 but  |
| 2010        | AIK Solna              | Allsvenskan      | 7 matchs           | 1 match           | -                     | 2 matchs          |
| 2010 - 2011 | Real Sporting de Gijón | Liga             | 30 matchs / 1 but  | 2 matchs          | -                     | 6 matchs / 1 but  |

Dernière mise à jour le 23 mai 2011